# Liste des résolutions du Conseil de sécurité des Nations unies adoptées en 1960
Les résolutions du Conseil de sécurité des Nations unies sont les décisions qui sont votées par le Conseil de sécurité des Nations unies.
Une telle résolution est acceptée si au moins neuf des quinze membres (depuis le 17 décembre 1963, 11 membres avant cette date) votent en sa faveur et si aucun des membres permanents qui sont la Chine, les États-Unis, la France, le Royaume-Uni et l'Union soviétique (la Russie depuis 1991) n'émet de vote contre (qui est désigné couramment comme un veto).

## Résolutions 133 à 160
- Résolution 133 : admission de nouveaux membres: Cameroun (adoptée le 26 janvier 1960)
- Résolution 134 : question relative à la situation en Union sud-africaine (adoptée le 1er avril 1960)
- Résolution 135 : question des relations entre les grandes puissances  (adoptée le 27 mai 1960)
- Résolution 136 : admission de nouveaux membres : République du Togo (adoptée le 31 mai 1960)
- Résolution 137 : Cour internationale de justice  (adoptée le 31 mai 1960)
- Résolution 138 : question relative à l'affaire Adolf Eichmann  (adoptée le 23 juin 1960)
- Résolution 139 : admission de nouveaux membres : Fédération du Mali  (adoptée le 28 juin 1960)
- Résolution 140 : admission de nouveaux membres : République malgache  (adoptée le 29 juin 1960)
- Résolution 141 : admission de nouveaux membres : République de Somalie  (adoptée le 5 juillet 1960)
- Résolution 142 : admission de nouveaux membres : République du Congo  (adoptée le 7 juillet 1960)
- Résolution 143 : la question du Congo (adoptée le 17 juillet 1960)
- Résolution 144 : plainte de Cuba  (adoptée le 17 juillet 1960)
- Résolution 145 : la question du Congo (adoptée le 22 juillet 1960)
- Résolution 146 : la question du Congo (adoptée le 9 août 1960)
- Résolution 147 : admission de nouveaux membres : République du Dahomey (actuel Bénin)  (23 août 1960)
- Résolution 148 : admission de nouveaux membres : Niger  (adoptée le 23 août 1960)
- Résolution 149 : admission de nouveaux membres : Haute-Volta (actuel Burkina Faso)  (adoptée le 23 août 1960)
- Résolution 150 : admission de nouveaux membres : Côte d'Ivoire (adoptée le 23 août 1960)
- Résolution 151 : admission de nouveaux membres : Tchad (adoptée le 23 août 1960)
- Résolution 152 : admission de nouveaux membres : Congo (adoptée le 23 août 1960)
- Résolution 153 : admission de nouveaux membres : Gabon (adoptée le 23 août 1960)
- Résolution 154 : admission de nouveaux membres : République centrafricaine (adoptée le 23 août 1960)
- Résolution 155 : admission de nouveaux membres : Chypre (adoptée le 23 août 1960)
- Résolution 156 : question relative à la République dominicaine (adoptée le 9 septembre 1960)
- Résolution 157 : la question du Congo (adoptée le 17 septembre 1960)
- Résolution 158 : admission de nouveaux membres : Sénégal (adoptée le 28 septembre 1960)
- Résolution 159 : admission de nouveaux membres : Mali (adoptée le 28 septembre 1960)
- Résolution 160 : admission de nouveaux membres : Nigéria (adoptée le 7 octobre 1960)